# اویگن کیپ
اویگن کیپ (آلمانی: Eugen Kipp; ۲۶ فوریهٔ ۱۸۸۵ – ۴ نوامبر ۱۹۳۱) بازیکن فوتبال اهل آلمان بود.
از باشگاه‌هایی که در آن بازی کرده‌است می‌توان به باشگاه فوتبال اسپورتفرئونده اشتوتگارت اشاره کرد.
وی همچنین در تیم ملی فوتبال آلمان بازی کرده‌است.